# Archétype (psychologie analytique)
Vous lisez un « bon article » labellisé en 2009.
Pour les articles homonymes, voir Archétype.

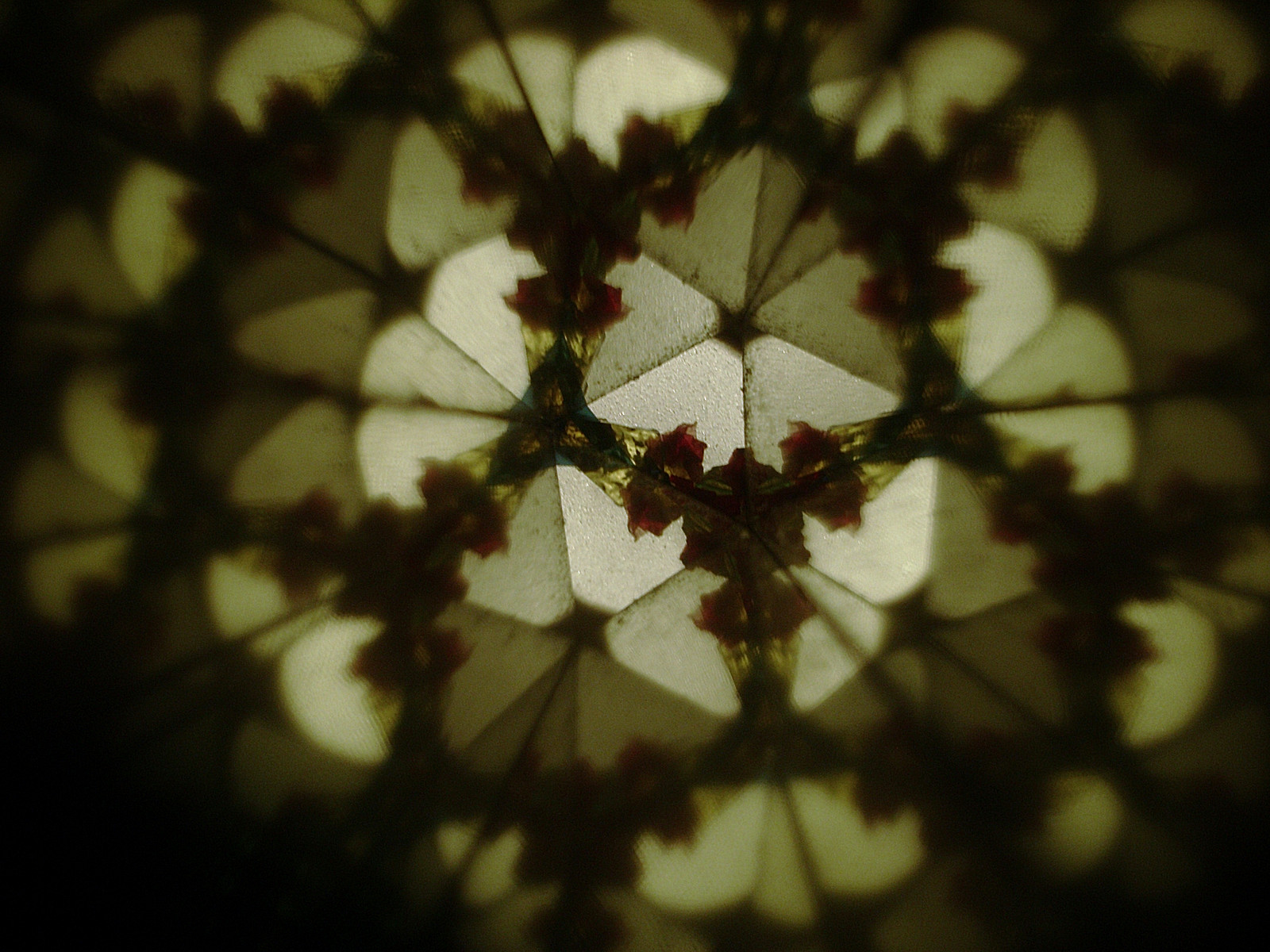
L'archétype est ce qui forme a priori l'expérience humaine, par la structure même du cerveau, et qui conditionne les schémas de pensée ou de représentation.

L'archétype (prononcé [aʁketip]) est un concept appartenant à la psychologie analytique élaborée par le psychiatre suisse Carl Gustav Jung (1875-1961) qui le définit par la tendance humaine à utiliser une même « forme de représentation donnée a priori » renfermant un thème universel structurant la psyché, commun à toutes les cultures mais figuré sous des formes symboliques diverses.
L'archétype est pour la psychologie jungienne un processus psychique fondateur des cultures humaines car il exprime les modèles élémentaires de comportements et de représentations issus de l'expérience humaine à toutes les époques de l'histoire, en lien avec un autre concept jungien, celui d'inconscient collectif.
Les archétypes apparaissent dans les mythes, mais aussi dans les rêves ; ils y forment des catégories symboliques structurant les cultures et mentalités, et orientant le sujet vers son évolution intérieure, nommée individuation dans la psychologie de Jung. Pour ce dernier, les archétypes sont caractérisés fondamentalement par le fait qu'ils unissent un symbole avec une émotion. Ce faisant, ils sont des « potentiels d'énergie psychique » constitutifs de toute activité humaine et orientant la libido. Les archétypes incarnent ainsi, dans l’espace mental, des dépôts permanents d’expériences continuellement répétées au cours des générations.
Si Jung et ses continuateurs ont toujours évoqué l'archétype comme une hypothèse à propos de la structure profonde du psychisme, ils en ont cependant fait un pivot de la psychologie analytique très polémique, corollaire du concept également
controversé d'inconscient collectif. Pourtant Jung n'est pas le premier à évoquer la possibilité d'existence d'« images primordiales » conditionnant l'imaginaire et la représentation ; avant lui en effet de nombreux philosophes en ont postulé l'influence sur la nature humaine. Enfin, le concept a connu, après Jung et jusqu'à des théories scientifiques modernes, une renaissance qui en fait une théorie qui reste d'actualité.

## Définition en psychologie analytique

### L'archétype: une structure de représentation
Du grec ancien ἀρχέτυπος / arkhétupos, « modèle primitif », entré dans les langues modernes par l'intermédiaire du latin « archetypum », soit « original » ou « modèle », Carl Gustav Jung considère l'archétype comme étant « une structure de représentation » a priori, ou encore comme une « image primordiale » car, s’il ne peut se représenter, il influence du moins les valeurs et les expériences de la conscience du sujet (de son « âme » dans le vocabulaire jungien). En d'autres termes, et Jung insiste maintes fois sur ce point, à la suite des malentendus et des récupérations peu rigoureuses faites de ce concept, l'individu ne peut connaître de l'archétype que ce qu'il manifeste objectivement[réf. souhaitée].
L'archétype est ainsi un processus psychique de la « psyché objective » (la partie psychique qui ne dépend pas du sujet), liée à l'inconscient collectif ; c'est pourquoi Jung le classe au sein des processus « trans-personnels ». Il est inhérent et émergeant même de la structure psychique humaine (voire animale pense Jung) : « Les archétypes sont les formes instinctives de représentation mentale ». Il pense ainsi que les archétypes sont issus des instincts les plus anciens de la bio-psychologie humaine, et qu'ils ressortent de la phylogénèse du vivant, conditionnant les représentations (de même que, dans la théorie de la relativité, la matière est une forme de l’énergie), et non simplement une trace mnésique ou cognitive. Il s'agit avant tout d'une forme donnée à un potentiel d'énergie psychique. Les morphologues des religions comme Van der Leeuw et Mircea Eliade (qui a rencontré Jung) utilisent la notion d'« archétype » pour désigner les symboles fondamentaux qui sont les matrices des représentations, acception qui
se retrouve dans les études littéraires également (un archétype est le texte original d'un thème).

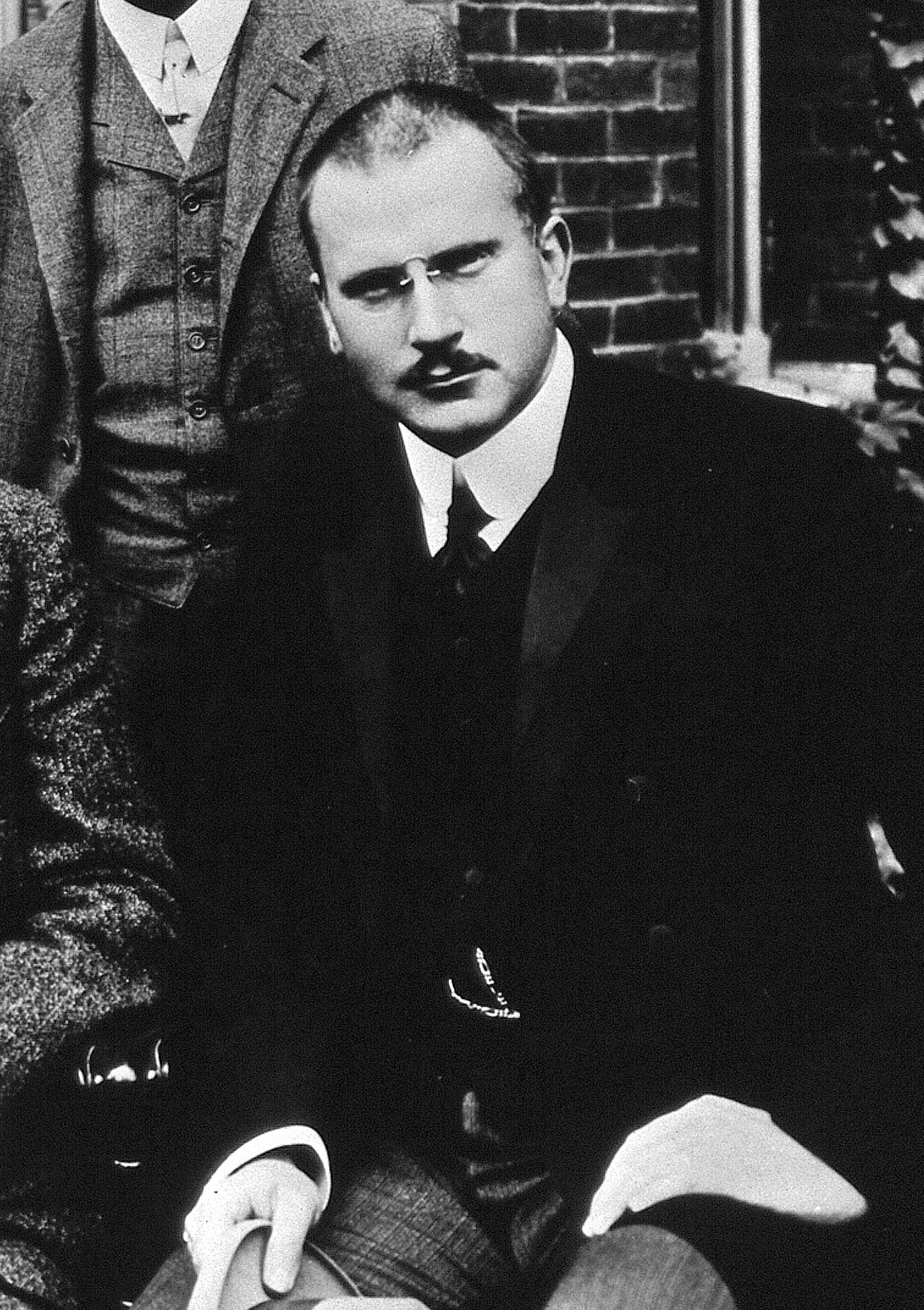
Carl Gustav Jung, psychiatre suisse, proposa de voir dans les archétypes l'origine des mythes universels.

Murray Stein, dans le Dictionnaire international de la psychanalyse (2005), résume ainsi le concept jungien d'archétype : « [l'archétype] est chargé de coordonner et d'organiser l'équilibre homéostatique de la psyché ainsi que ses programmes de développement et de maturation. Un des archétypes, le Soi, est au centre de cette coordination de l'ensemble de la dynamique psychique auquel il donne son ossature. L'archétype lui-même n'est pas directement accessible à l'expérience ; seules ses images et les schèmes créés par lui deviennent manifestes et perceptibles par la psyché. La quantité et la variété de ces images archétypiques sont virtuellement sans limites. On trouve ces schèmes universels inscrits dans les mythes, dans les symboles et les idées des diverses religions, et transmis dans les expériences numineuses ; ils sont souvent représentés aussi dans des rêves symboliques et appréhendés dans les états de conscience altérés. Au sein de la psyché les images archétypales sont liées aux cinq groupes d'instincts, auxquels elles donnent une direction et un sens potentiel. ». Les archétypes sont pour Aimé Agnel des « potentiels d'énergie psychique ».
L'archétype est donc une somme et une complexion (un schème) d'énergie psychique et c'est de cette nature qu'il tire son ascendance sur la psyché. Au fur et à mesure du développement des représentations mentales, et au fil des temps, les archétypes se stratifient et organisent l'appareil psychique. Pour Jung, ce processus est naturel dans le sens où il est programmé dans le vivant et s'apparente à la croissance des plantes. Jung ajoute, dans Types psychologiques, qu'ils sont « une forme symbolique qui entre en fonction partout où n'existe encore aucun concept conscient », c'est pourquoi la forme même de l'archétype est impossible à représenter : la conscience en perçoit seulement les manifestations à travers le filtre de la culture, principalement les motifs mythologiques ou les émotions numineuses dans les rêves.

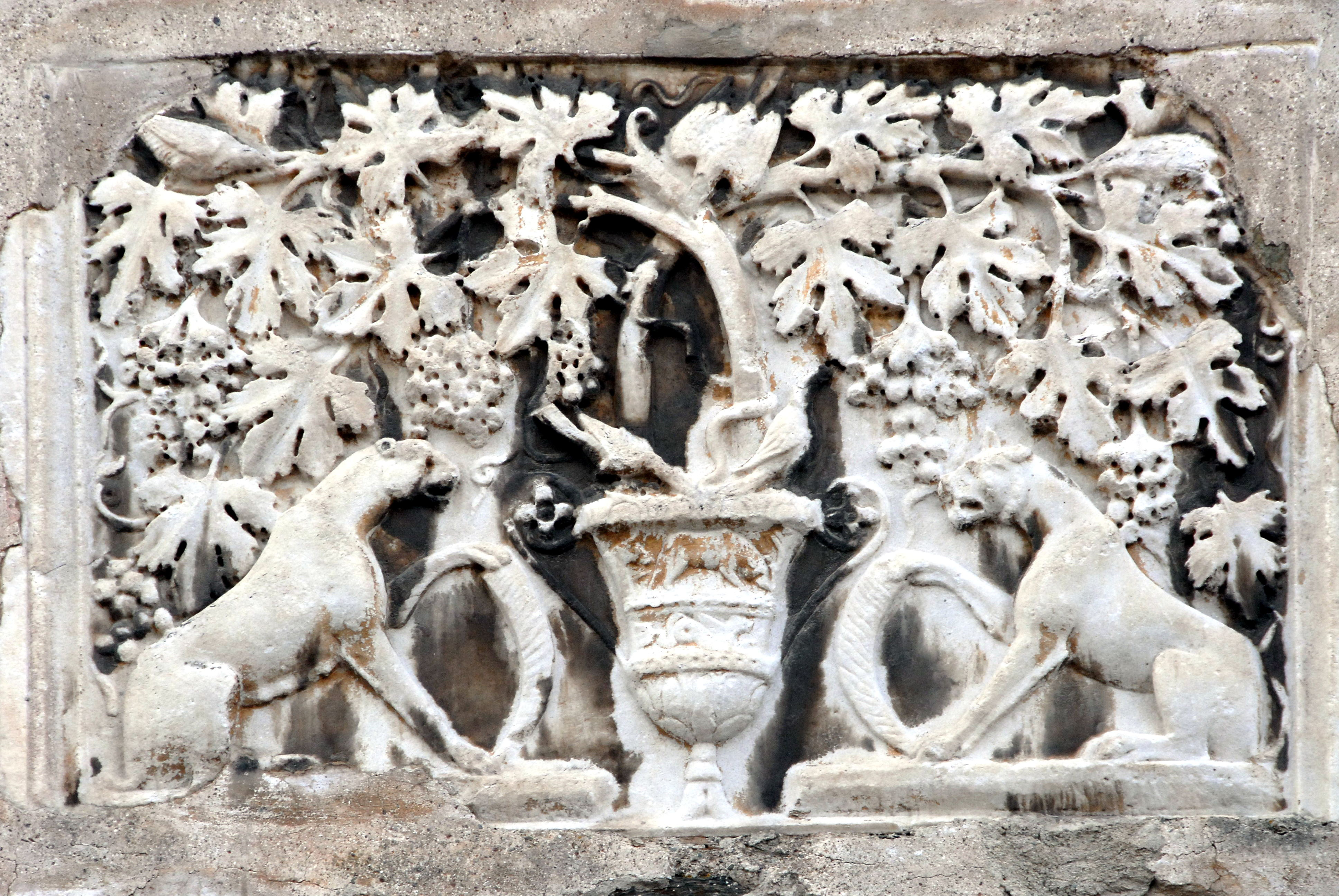
L'« Arbre de la Vie » est un archétype présent dans la plupart des cultures. Il figure principalement le développement naturel et harmonieux de la personnalité.

En réalité, l'archétype produit des manifestations que l'homme perçoit sous forme symbolique et mythologique, mais ces dernières ne sont pas l'archétype même, qui échappe à toute conceptualisation puisqu'il s'agit d'une prédisposition mentale. Jung préfère parler de « motifs archétypiques » ou de « mythologèmes » : « Or, les archétypes ne sont pas quelque chose d'extérieur, du non-psychique (...). Par opposition aux formes extérieures qui les traduisent à un moment donné et indépendamment d'elles, ils constituent bien davantage l'essence et la vie d'une âme non individuelle, qui est certes innée à tout individu, mais que la personnalité de celui-ci ne peut ni modifier ni s'approprier. (...) Elle constitue [cette âme] le support de toute psyché individuelle, comme la mer porte les vagues. ».

### Une classification de l'imaginaire symbolique humain
Au fur et à mesure de ses travaux sur la psyché humaine et ses manifestations, Jung en est venu à distinguer un certain nombre de ces « grandes images », revenant régulièrement dans l'histoire de l'humanité, qu'il classe en deux catégories : les « archétypes trans-personnels », représentant des qualités émanant de la culture et du collectif, et les « archétypes personnels », prenant la forme de ce que le psychiatre suisse nomme les « personnages » (la tendance masculine ou Animus et féminine ou Anima, l'Ombre, la Persona) ayant une fonction au sein de la dynamique psychique du sujet.
L'imaginaire humain est donc formé d'un ensemble non défini en nombre d'archétypes : « Un archétype s'inscrit toujours dans une trame factice, avec des représentations à double emploi. L'archétype s'inscrit dans une trame de représentations apparentées entre elles, conduisant toujours à d'autres images archétypiques et se chevauchant constamment les unes les autres, et dont l'ensemble forme le singulier tapis de la vie. ». Jung a produit une méthode unique d'analyse de ces archétypes, fondée sur les réseaux symboliques dans lesquels les archétypes évoluent de tous temps : la « méthode des amplifications » au sein de laquelle les archétypes sont, selon les mots de Charles Baudouin, des « constantes de l'imagination ».
Représentant des thèmes universels, à la source de toute interrogation humaine sur son devenir ou sa nature, tous les archétypes forment en effet un « champ de significations » (un peu comme les électrons existent au sein d'un champ physique) regroupant la totalité des représentations humaines. Les symboles archétypiques sont ainsi corrélés les uns aux autres, dans une certaine mesure, et en fonction de la culture de référence, de l'époque également (sachant que certaines problématiques ou crises psychiques collectives peuvent en altérer la perception commune). Jung les dit « contaminés » les uns aux autres. La « loi de contamination » est le concept au moyen duquel Jung décrit cette réalité, impossible à schématiser tant les archétypes sont fusionnés et tant l'espace imaginaire humain est étendu. Ils forment un ensemble idéel aux limites indéfinies, structurant et bornant la conscience humaine, les thèmes se faisant mutuellement écho, et reposant sur cette loi de contamination que Marie-Louise Von Franz, continuatrice officielle de Jung, a décrite davantage, en étudiant notamment les contes de fées, dans lesquels ils réapparaissent de manière régulière et semblant même en influencer la structure narrative. La simplicité des contes de fées permet en effet selon elle d'accéder plus aisément à ces structures de base de la psyché.
Enfin, Jung postule que la vraie essence de l'archétype est transcendante : la conscience et son système perceptif ne peut la connaître. En soi, l'archétype est selon ses mots « psychoïde » c'est-à-dire qu'il transgresse la réalité psychique, évoluant dans sa forme inconsciente et indéterminée, dans un non-lieu où existe et règne la synchronicité. Michel Cazenave admet ainsi la polysémie du concept, « à la fois matrice d'images dans le champ de l'inconscient, condition de possibilité par rapport à l'expérience, structure métaphysique dans le royaume réel de l'âme » enfin.

## Genèse du concept

### Un concept originellement philosophique puis anthropologique

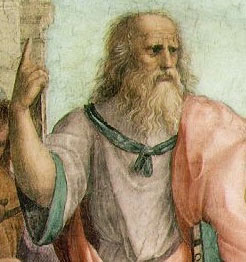
Le Monde des idées de Platon a largement influencé Jung, qui y voit l'une des formes données par la philosophie à l'archétype de l'inconscient.

La notion d'« archétype » est d'inspiration et de tradition philosophiques. Il apparaît d'abord chez Platon à travers la notion d'« Idées » (eidé en grec ancien), dès le dialogue socratique du Phédon. Pour Platon, le monde intelligible (le monde réel, des hommes et de leurs perceptions) n'est que le reflet d'un monde idéal, formé de pures idées. Il s'agit de la théorie des Idées platonicienne, que le philosophe Plotin, fondateur de l'école néoplatonicienne de Rome, reprend et développe et qui a beaucoup inspiré Jung. Le philosophe grec Xénocrate donne cette définition de l'« Idée » ou « Forme intelligible » selon Platon : « L'Idée est la cause qui sert de modèle aux objets dont la constitution est inscrite de toute éternité dans la nature ». En réalité, le concept est utilisé dès avant Platon, par les pré-socratiques, qui mettent en avant des principes constitutifs des phénomènes, les archè en grec ancien (traduit souvent par les « principes »).
Dans la philosophie européenne et chrétienne, la notion d'« archétype » se retrouve d'abord chez le théologien saint Augustin à travers l'expression d'« ideae principales » puis chez le philosophe anglais empiriste John Locke qui définit ainsi les archétypes comme « des collections d'idées simples que l'esprit assemble lui-même, et dont chacune contient précisément tout ce qu'il a dessein qu'elle renferme », dans son Essai sur l'entendement humain publié en 1690. Plus généralement, chez les philosophes empiristes, l'archétype est une « sensation primitive servant de point de départ à la construction psychologique d'une image ».
Le concept est si polysémique qu'il se retrouve dans la pensée de nombreux philosophes et scientifiques modernes. Les social instincts de Charles Darwin, le « langage universel des rêves » du naturaliste allemand Gotthilf Heinrich von Schubert (1780 - 1860), les « facultés » d'Henri Bergson ou les « isomorphes » du psychologue gestalt Wolfgang Kohler ont des significations également proches. La conception de Noam Chomsky à propos de l'acquisition du langage, fondée sur un « procédé d'acquisition inné » s'en rapproche également.
L'anthropologue allemand, Adolf Bastian (1826 - 1905) semble toutefois, dans le champ des sciences humaines, avoir été le premier à évoquer l'existence d'une structure universelle de l'esprit humain pouvant expliquer l'existence des mêmes rites, mythes et pensées à travers le monde entier. Bastian soutenait, dans le chapitre « Ethnische Elementargedanken » (« idées élémentaires ethniques » en français) de son ouvrage Lehre vom Menschen, en 1895, une « unité psychique de l'humanité ». Les cultures humaines sont alors partout compréhensibles par des lois de développement universelles mais indépendantes, produisant des « Elementargedanken » susceptibles de « développements historiques et culturels particuliers » et s'exprimant à travers les « Völkergedanken » (« idées des peuples »). Il est considéré en Allemagne comme le père de la Völkerkunde (traduit généralement par « ethnologie »).
Ce sont surtout les travaux de Richard Wolfgang Semon (1859 – 1918) et sa notion d'« engramme » (ou « trace cérébrale ») qui sont les plus proches de ceux de Jung. Enfin, les idées d'anthropologues contemporains, comme Mircea Eliade, de Claude Lévi Strauss ou encore de Lucien Lévy-Bruhl ont permis à Jung d'avancer dans son hypothèse de structures fondant l'imaginaire collectif.

### Pattern of behaviouret archétype
Jung emploie souvent l'expression équivalente de pattern of behaviour pour désigner l'archétype car il organise non seulement les perceptions, représentations et processus psychiques, mais aussi l’activité et les comportements du sujet, son expérience du monde. Jung insiste à de nombreuses reprises sur la parenté entre son concept d’archétype et le concept biologique et éthologique de pattern of behaviour, créé par l'éthologue Johann Ferdinand Adam von Pernau (1660 - 1731), comme en témoigne une lettre du 13 février 1954 au professeur G. A. Von Den Bergh :

« ‘Archétype՚ est pratiquement synonyme du concept biologique de pattern of behaviour. Mais comme ce concept renvoie avant tout à des phénomènes extérieurs, j’ai choisi pour le pattern of behaviour le terme d’‘archétype՚. Nous ne savons pas si le tisserin a la vision d’une image intérieure lorsqu’il se conforme, en construisant son nid, à une structure formelle reçue d’une antique hérédité, mais tout ce que nous avons d’expérience nous assure qu’aucun tisserin n’a jamais inventé lui-même son nid. Tout se passe comme si l’image du nid à construire naissait avec l’oiseau. »

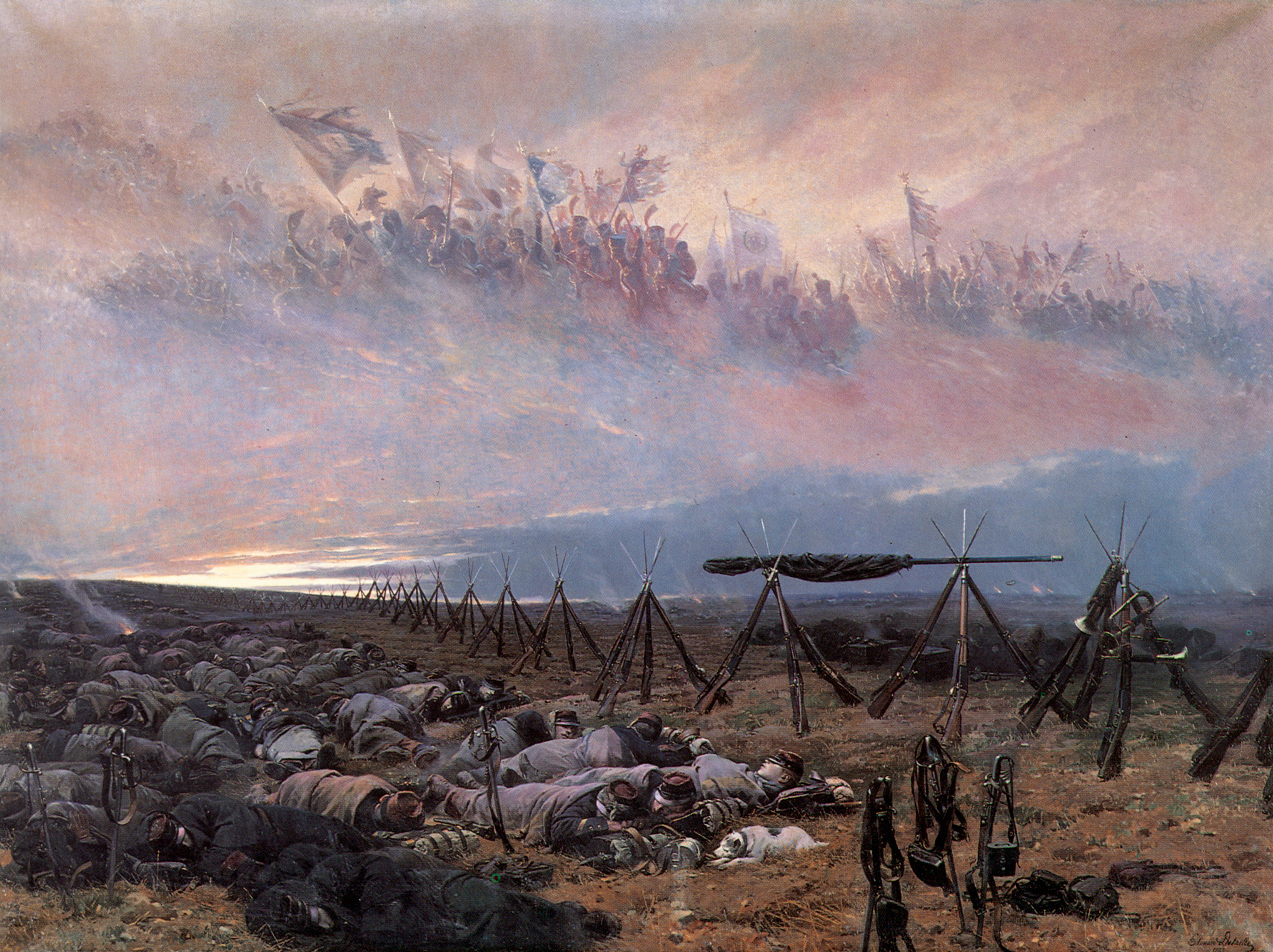
Le rêve est modelé par les archétypes selon Jung, qui ont pour fonction de compenser l'attitude consciente du sujet.

Psychiatre de formation, lecteur avéré de Kant, se désignant lui-même comme un empiriste, Jung n'a cessé, dès le début de son idée d'archétype, d'en prouver le bien-fondé physiologique. Si l'archétype est avant tout une disposition inconsciente, il existe à un niveau plus biologique, l'engramme ou trace dans la mémoire. cependant, contrairement aux biologistes, Jung refuse le caractère héréditaire de l'archétype. Un cadre biologique existe mais ce sont les expériences qui le comblent, comme le souligne par ailleurs Henri Laborit : « héritage génétique, héritage sémantique, voilà ce que contient au départ le cerveau de l'homme moderne, il y ajoutera le contenu de son expérience personnelle ». Le concept contient donc deux définitions note Henri F. Ellenberger : « Il faut d'abord distinguer entre les ‘archétypes՚ proprement dits, qui restent normalement latents et inconscients, et les ‘images archétypiques՚ qui correspondent à leurs manifestations au niveau de la conscience ».

### Genèse chez C. G. Jung

#### Des «grandes images» aux «centres d'énergie»
Le terme « archétype » est constitué par Carl Gustav Jung peu à peu, au fil de diverses constatations. Suivant le terme d'« imago » employé par le romancier Carl Spitteler dans son roman du même nom, Jung définit par là les personnages imaginaires. Il s'agira surtout d'imago paternelle et d'imago maternelle explique Charles Baudouin. Le concept, créé en 1907 par Jung, rejoint alors le vocabulaire psychanalytique, synthétisant la perception que l'enfant peut avoir de ses parents mais aussi la conception qu'il s'en fait. Jung utilise ensuite les expressions « image historique » et « image primordiale » (urbild ou urtümliches Bild), termes venant de Jacob Burckhardt en 1912 pour désigner ces éléments constitutifs de l'imaginaire collectif, comme les dramatis personae qui se meuvent dans l'espace de cette scène.
Au fur et à mesure de ses travaux, Jung alors jeune psychiatre s'aperçoit de la récurrence, dans les rêves ou délires de ses patients, de certains motifs ayant existé à toutes époques. En cela la genèse du concept d'archétype est indissociable de celle du concept d'« inconscient collectif ». Sous l'autorité de Jung depuis son entrée au Burghölzli en 1909, Johann Jakob Honneger étudie le cas d'Emil Schwyzer, entré à la clinique zurichoise en 1901. Ce patient présente en effet un imaginaire particulier : se prenant pour Dieu, il voyait le Soleil comme un « membrum erectum » (« un pénis en érection ») dont le mouvement produit le vent. Cela paraît incompréhensible à Jung, jusqu'en 1910, année où il trouve dans deux ouvrages sur le culte de Mithra d'Albrecht Dieterich et de George Robert Mead la vision « d'un tuyau pendant du Soleil ». Dans Métamorphoses et symboles de la libido (1911-1912, devenu Métamorphoses de l'âme et ses symboles) Jung se dit alors qu'il s'agit « d'un trait généralement humain, d'une disposition fonctionnelle à produire des représentations semblables ou analogues », intuition qui le mène vers l'hypothèse de l'inconscient collectif. Dès 1916, Jung parle alors des « archétypes de l'inconscient collectif » (Psychologie de l'inconscient).
Dans une lettre à Sigmund Freud, Jung explicite sa position : « Nous ne résoudrons pas le fond de la névrose et de la psychose sans la mythologie et l'histoire des civilisations ». Il entend par là que la psychanalyse doit se fonder sur la prise en compte de l'histoire des symboles, dans le temps et l'espace. En 1910, Honneger fait une conférence à Nuremberg sur ses conclusions du cas de Schwyzer, intitulée « La formation du délire paranoïaque ». La notion d'archétype apparaît officiellement chez Jung la même année, dans l'étude « Instinct et inconscient ». Par ailleurs, les lectures de Jung sur l'anthropologie d'alors le convainquent de l'existence de grandes tendances instinctuelles que la psyché tente de formaliser ; en 1925, Jung part au Kenya étudier les cultures tribales de la région, études qui consolident sa thèse d'une parenté de symboles entre les civilisations. Enfin, il fréquente assidument, dès 1929, les textes alchimiques, dans lesquels il constate non seulement que certains thèmes sont récurrents, mais encore que ces thèmes se retrouvent dans d'autres activités de l'esprit humain telles la mythologie, la poésie, la théologie, l'art, mais aussi en pratique thérapeutique. C'est d'ailleurs à un texte alchimique, le Corpus Hermeticum attribué à Denys l'Aréopagite que Jung emprunte le mot d'« archétype ».

#### Une preuve de l'inconscient collectif
Le concept d'« archétype » chez Jung est intimement dépendant de celui, tout aussi novateur, d'inconscient collectif. Jung fut le premier à postuler, en psychologie et psychanalyse, l'existence d'un inconscient commun à tous les hommes, et se retrouvant dans les mythes et dans les productions de l'humanité. En soi, l’archétype est une image originelle qui existe dans l’inconscient, mais qui n’est pas issue de l’expérience personnelle. L’archétype en lui-même est une énergie probablement indépendante de l’esprit humain, de nature transcendante, et qui possède la particularité d’être un élément de transformation. La somme des archétypes (Jung s'est toujours interdit d'en proposer une liste factuelle) réalise ainsi un vaste champ symbolique bornant la vision et la représentation de l'homme sur son monde et lui-même : « Un archétype s'inscrit toujours dans une trame factice, avec des représentations à double emploi. L'archétype s'inscrit dans une trame de représentations apparentées entre elles, conduisant toujours à d'autres images archétypiques et se chevauchant constamment les unes les autres, et dont l'ensemble forme le singulier tapis de la vie ».
Si la psychologie analytique a pu identifier l'expression de ces archétypes dans la culture et en a fait des catégories, cela ne signifie pas que les archétypes sont des motifs mythologiques présents en nous dont nous serions les héritiers. L'inconscient collectif a, dès le départ, nourri les spéculations les plus farfelues : nombre de personnes y voyaient une émanation psychique de la génétique, localisée dans le cerveau, et expliquant les vies antérieures ou l'atavisme, entre autres, or : « On croit souvent que le terme « archétype » désigne des images ou des motifs mythologiques définis. Mais ceux-ci ne sont rien d'autre que des représentations conscientes : il serait absurde de supposer que des représentations aussi variables puissent être transmises en héritage ».

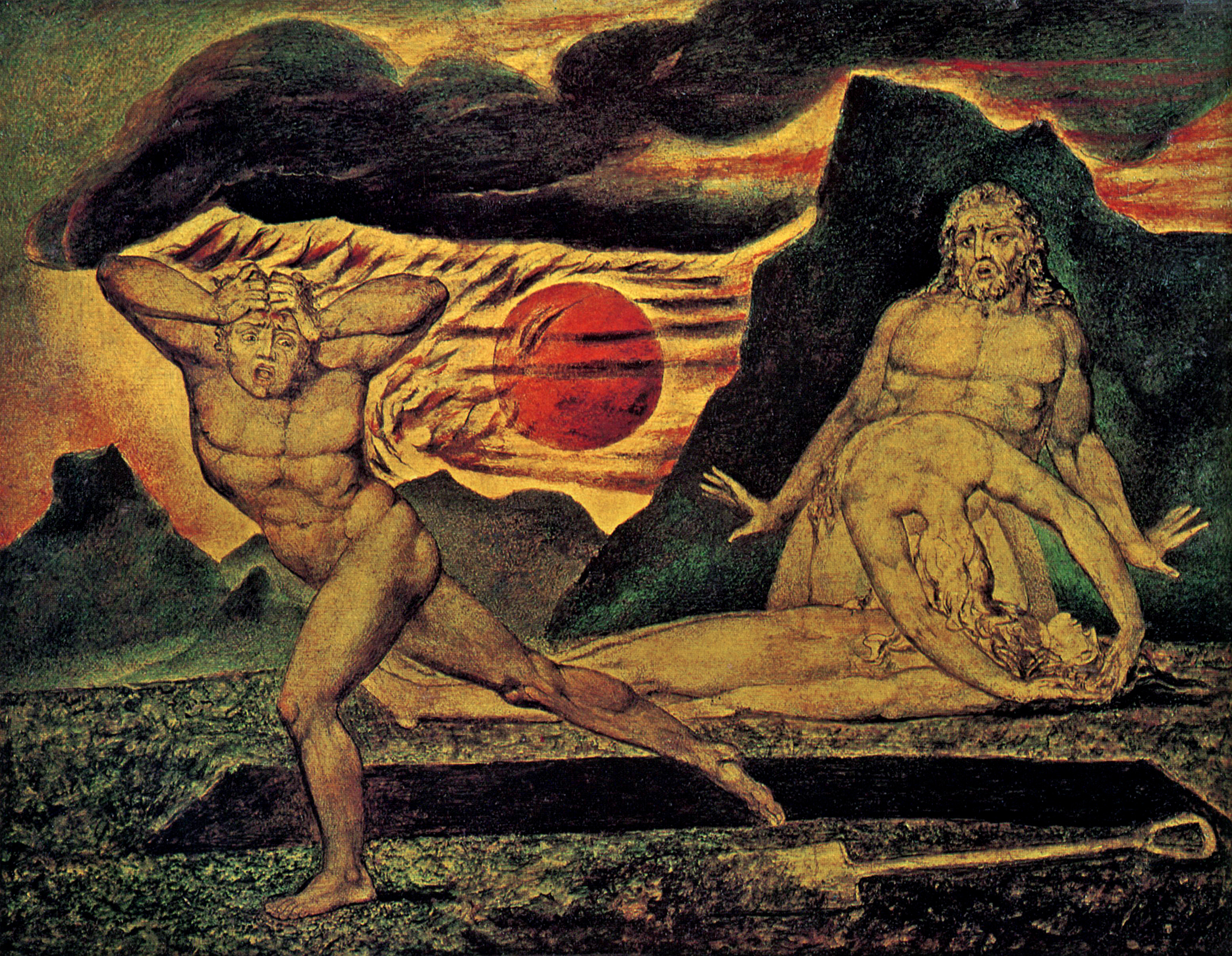
Les peintures de William Blake, animées de force surnaturelle, représentent de nombreux archétypes.

Il s'agit bien plutôt de catégorisations, de tendances en nous qui structurent la psyché individuelle, à partir d'un schéma valant pour toute l'espèce certes mais non transmis en héritage. Jung y insiste beaucoup à la fin de sa vie, soucieux de dissiper les malentendus du concept. C'est selon lui la capacité à retrouver ce schéma qui est héritée, non les archétypes, ce qui explique les variations des figurations à travers les époques, sans que le contenu émotionnel n'en soit altéré : « L'archétype réside dans la tendance à nous représenter de tels motifs, représentation qui peut varier considérablement dans les détails, sans perdre son schème fondamental. » explique-t-il.
Ces structures fondamentales sont matérialisées notamment dans le rite, propre à l'homme (mais aussi à l'animal ; Jung fait en effet l'hypothèse que l'animal ressent les archétypes). Il se fonde ainsi sur une abondante littérature anthropologique, qui va de James George Frazer à Mircea Eliade, et qui démontre les fondamentaux du rite. Pour le psychiatre suisse, « Un archétype représente en effet un événement typique ». Citant dans Psychologie du transfert la persistance du Vendredi saint, et d'autres rituels de lamentations annuelles comme les déplorations de Linos, de Tammuz ou d'Adonis, l'idée universelle de la mort comme « extinction de la conscience doit correspondre à un important archétype ». Jung part donc d'un fait constaté, l'existence d'un rituel animant une communauté, et en extrapole la symbolique, faisant ressortir le motif central, numineux.
Dès 1919, Jung va rechercher au sein des mythes personnels des psychotiques la preuve de ces influences culturelles inconscientes. Il cherche ainsi à donner un fondement phylogénétique à la pathologie des névroses et psychoses. Il repère rapidement « des particularités qui échappent à toute explication par des circonstances de la biographie individuelle ». Jung rejette dès lors la conception classique qui veut que l'être humain naisse comme une tabula rasa (une tablette de cire vierge de toute inscription), au contraire il y a une part d'inné en chacun et cette part est collective. Il s'agit de motifs qui ne sont nullement inventés mais qui sont au contraire rencontrés en tant que formes typiques. Cependant, et contrairement à l'idée reçue, les archétypes ont toujours été considérés par Jung comme une hypothèse de travail.

#### Archétypes et instincts
Bien que Jung postule toute sa théorie sur l'archétype, qui structure la psyché de l'homme, ce dernier n'est pas, finalement, la cause de toute organisation psychique, contrairement à l'idée répandue. Il explique ainsi : « Il me faut ici préciser les rapports entre les archétypes et les instincts. Ce que nous appelons « instinct » est une pulsion physiologique, perçue par les sens. Mais ces instincts se manifestent aussi par des fantasmes, et souvent ils révèlent leur présence uniquement par des images symboliques. Ce sont ces manifestations que j'appelle des archétypes. Leur origine n'est pas connue. Ils réapparaissent à toute époque et partout dans le monde, même là où il n'est pas possible d'expliquer leur présence par des transmissions de génération en génération, ni par des fécondations croisées résultant de migrations. ». Jung pose l'hypothèse que ces images primordiales sont « comme l'intuition qu'a l'instinct de lui-même ».

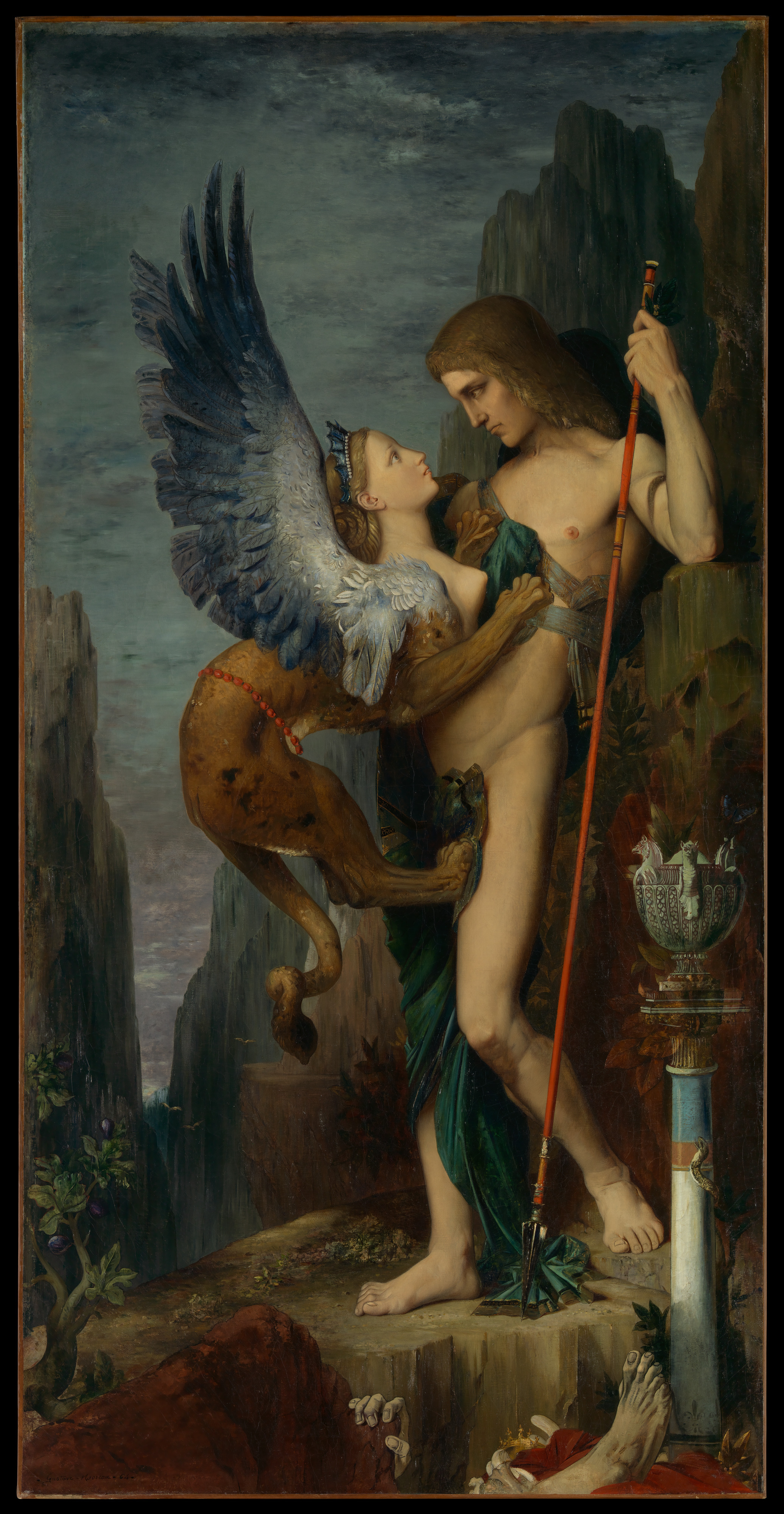
Les monstres représentent souvent des fusions d'opposés, symboles d'un contenu archétypique.

L'instinct est donc à la source de toute conscience et de toute inconscience, de toute « réalité de l'âme » (Wirklichkeit der Seele) selon les mots de Carl Gustav Jung. Les instincts forment en quelque sorte le contenu ou le thème (mot que reprend souvent, de manière synonyme le psychiatre suisse) de l'archétype, au-delà de sa forme symbolique car ils puisent leur énergie dans l'inconscient collectif. Une erreur est selon Jung de croire qu'archétypes et instincts sont le même phénomène ; ils sont ainsi souvent confondus en dépit de ressemblances essentielles. Jung note en effet que « les structures archétypes ne sont pas des formes statiques. Ce sont des éléments dynamiques, qui se manifestent par des impulsions tout aussi spontanément que les instincts. ». Jung cite ainsi, à titre d'exemple, l'instinct de parenté comme le noyau de l'archétype de l'inceste. L'instinct sexuel lui forme le cœur de l'archétype du couple anima-animus alors que, sur un autre registre l'instinct religieux (la Foi) donne vie à l'archétype du Soi.
Jung n'est par ailleurs pas le seul psychanalyste à postuler l'existence des archétypes. Le mythologue hongrois Károly Kerényi analyse lui la figure de l'Enfant-divin, aux côtés de Jung et de Paul Radin, dans un ouvrage collectif, Introduction à l'essence de la mythologie. Dans Thalassa, psychanalyse des origines de la vie sexuelle (1924), un proche de Freud, Sándor Ferenczi, explicite lui son idée d'un inconscient phylogénétique et biologique, enraciné dans l'homme ; concept très proche de celui d'inconscient collectif de Jung, et qui valut au psychanalyste hongrois la même disgrâce que celle que subit Jung.
Par ailleurs, une autre psychanalyste freudienne, qui faillit être accusée de « néo-jungisme », Mélanie Klein, postule elle aussi l'existence d'un instinct au sens éthologique, antérieur à toute notion d'apprentissage, fondant la relation objectale à la mère. Pour Murray Stein l'idée kleinienne du « fantasme inconscient » (ou « originaires ») correspond en effet tout à fait à celle d'archétype,. Klein reprend ainsi un concept élaboré par les éthologues contemporains, notamment Konrad Lorenz et Nikolaas Tinbergen sous le nom d'« urbild » (« image primordiale » en allemand). Néanmoins Konrad Lorenz critique la théorie jungienne des archétypes, dans Essais sur le comportement animal et humain : Les leçons de l'évolution de la théorie du comportement. En outre, note Michel Cazenave, Lorenz ne critique que l'idée selon laquelle l'archétype se forme historiquement. Gilbert Durand résume ce quiproquo en disant que, à propos de la perception de l'archétype, « le psychologue voit la face interne, représentative, du phénomène, dont l'éthologue décrit la face externe ».
Dans Complexe, archétype et symbole, Jolande Jacobi, une proche de Jung, affirme que « la théorie des archétypes de Jung nous permet une vue globale à la fois de la psychologie de l'homme et de l'animal » ; elle cite ainsi des anthropologues, biologistes et zoologues ayant proposé des notions proches du modèle jungien : David Schneider, Heini Hediger, Konrad Lorenz, Jakob Johann von Uexküll, mais aussi Adolf Portmann (qui travailla avec Jung) qui dit à propos de ces « instincts innés » qu'ils forment « l'ensemble du comportement et du rituel des animaux supérieurs est à un haut degré de caractère archétypique ». Des continuateurs de Jung enfin, Michel Cazenave et Hansueli F. Etter, considèrent ainsi que l'archétype est le stade intermédiaire entre l'instinct et la conscience, car loin d'être la pierre d'achoppement de la vision jungienne, l'archétype pose davantage de questions qu'il n'en résout.

### Après C. G. Jung: la psychologie archétypique
Au cours du développement de la psychologie analytique, l'idée d'archétype et du rôle des images archétypiques dans le fonctionnement et le développement psychologique en est venue à occuper une place centrale devenant même la caractéristique principale de cette école de psychanalyse. La littérature jungienne abordant ce concept est en effet très importante. Nombre de jungiens vont continuer les études de Jung sur l'archétype, sur sa nature d'une part, ses renvois culturels et mythologiques d'autre part. Marie-Louise Von Franz, continuatrice officielle de Jung, va examiner les archétypes au sein des contes de fées, notamment l'archétype de l'Ombre, chez la femme, dans L’Ombre et le mal dans les contes de fées.

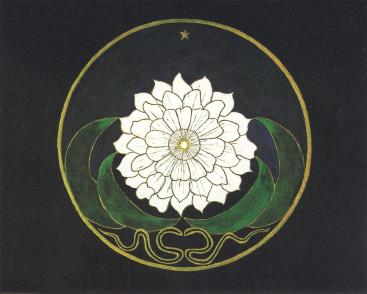
Un mandala, issu d'un dessin d'une patiente de Jung et qui représente la Fleur d'Or, nom chinois de l'archétype du Soi, publié dans Le Mystère de la Fleur d'Or en 1929.

En France, Michel Cazenave étudie le rapport qu'entretiennent les concepts d'archétype et de synchronicité. Pour lui, l'archétype est une « donnée psychoïde », c'est-à-dire qu'ils sont indistincts et qu'approximativement perceptibles et définissables, car, dans le champ inconscient ils sont dans un état constant de synchronicité (ils sont à la fois psychiques et à la fois objectifs). Les archétypes sont dès lors les moteurs d'actes de création comme les propriétés des nombres entiers, les discontinuités de la physique ou encore la somatisation. Ils pourraient ainsi selon lui être soumis à une causalité formelle. Cazenave pense par ailleurs qu'« on ne peut démontrer la synchronicité par l'archétype, et l'archétype par la synchronicité » en raison du caractère fusionnel des deux concepts, à l'image des deux faces d'une même médaille. Il propose alors de voir dans l'archétype la « reproduction d'une condition de possibilité ». De son côté François Martin-Vallas, propose de relier l'archétype aux propriétés des systèmes complexes de la physique, notamment à la notion d'attracteur étrange. Ainsi l'archétype ne serait plus à considérer comme préexistant, mais comme une qualité émergente auto-organisationnelle du psychisme.
Aux États-Unis, c'est surtout James Hillman, directeur pendant plusieurs années de l'Institut Carl Gustav Jung de Zurich, fondateur de la « psychologie archétypique » (branche de la psychologie analytique qui se donne pour but de décrire les manifestations archétypiques), qui popularise la compréhension du concept. Il utilise ainsi une terminologie empruntée à la mythologie grecque, mieux à même de décrire les archétypes qui structurent le psychisme humain, notamment dans son ouvrage Le polythéisme de l'âme (1982). Hillman voit ainsi dans les archétypes des forces agissant sur la vie humaine et quotidienne : « le pouvoir du mythe, sa réalité, réside précisément dans son pouvoir de saisir et d'influencer la vie psychique. Les Grecs le savaient fort bien, et alors qu'ils n'avaient pas de psychologie des profondeurs ou de psychopathologie comme nous avons aujourd'hui. Mais ils avaient les mythes. Et nous n'avons plus de mythes mais nous avons la psychologie des profondeurs et la psychopathologie, toutes deux sont des mythes dans des vêtements modernes alors que les mythes sont de la psychologie fondamentale dans des anciens vêtements ». Plus récemment, au Royaume-Uni, Jean Knox a critiqué la notion d'archétype, notant que les données récentes de la psychologie développementale vont, selon elle, à l'encontre de cette notion. De son côté, aux États-Unis, George Hogenson,, relie lui aussi la notion d'archétype avec celle d'émergence.

## Critique de l'archétype

L'hypothèse des archétypes va à l'encontre du dogme freudien de la seconde topique imagée ici sous la forme d'un iceberg représentant les différentes couches de l'appareil psychique.

Le concept d'« archétype » est, avec celui d'inconscient collectif, le plus critiqué de la psychologie analytique de Jung et ce dès sa création. Si l'on met à part la critique de Freud, dès les débuts de la théorie élaborée par Jung (dès 1919), portant sur l'inadéquation de l'archétype avec le modèle freudien et sa dimension mystique, l'hypothèse des archétypes fait l'objet de critiques venant de tous les horizons scientifiques : « Son caractère essentialiste lui a valu des attaques de la part des constructionnistes sociaux, qui tiennent la nature humaine pour malléable à volonté et définie bien plus par les conditions matérielles et sociales que par des tendances innées. Elle est également en butte aux critiques des cliniciens pour qui le champ d'intervention thérapeutique se limite aux conflits personnels et aux traumatismes de l'enfance. ».
Le concept d'« archétype » a formé l'originalité et la spécificité de la théorie de Carl Gustav Jung en psychologie. La notion souffre néanmoins d'une polysémie, en raison de l'expression elle-même, renvoyant à des concepts de la philosophie, ou aux images mythologiques, que Jung n'a eu de cesse d'évacuer de ses recherches. Cependant, le caractère vague de cette définition que Jung lui-même a entretenu est à l'origine des critiques contre son hypothèse. Le psychiatre américain Richard Noll, son principal détracteur, considère que Jung l'a inventé pour distinguer radicalement sa théorie de celles des autres psychanalystes. Pour ceux de tradition freudienne par ailleurs, le concept jungien n'apporte rien en termes d'opérabilité sur les plans méta-psychologiques, comme thérapeutiques.
De scientifique, la critique est devenue, avec Élisabeth Roudinesco, spécialiste française de l'histoire de la psychanalyse, plus définitive. En effet, Roudinesco dans Carl Gustav Jung, De l’archétype au nazisme. dérives d’une psychologie de la différence considère que la théorie jungienne confine au totalitarisme et au racisme, interprétation qui traduit une méconnaissance du concept tel qu'il est élaboré et opérationnalisé dans la pratique clinique par Jung et ses successeurs. Roudinesco s'appuie en fait sur l'idée selon laquelle Jung aurait collaboré, dès 1932 avec le régime nazi,.

## Archétypes et manifestations symboliques

### Dans les religions et cultures
Les premières recherches de Jung portèrent sur les complexes, comme formations inconscientes d'énergie psychique devenant autonomes par rapport à la conscience du sujet. Pour Jung, les archétypes sont des réalités en soi, des dynamiques de l'inconscient pour lesquelles on peut y voir une certaine intentionnalité (une certaine volonté, à l'image de celle du Moi). Néanmoins, Jung refuse de les personnifier et explique qu'il s'agit bien plus d'une analogie : il existe, à côté de la conscience, des instances psychiques douées d'une certaine volition, bien que moins différenciées que celle de la conscience civilisatrice : « Les archétypes sont donc doués d'une initiative propre et d'une énergie spécifique. Ils peuvent aussi, à la fois, fournir dans la forme symbolique qui leur est propre, une interprétation chargée de sens, et intervenir dans une situation donnée avec leurs propres impulsions et leurs propres pensées. À cet égard, ils fonctionnent comme des complexes. Ils vont et viennent à leur guise, et souvent, ils s'opposent à nos intentions conscientes ou les modifient de la façon la plus embarrassante. On peut percevoir l'énergie spécifique des archétypes lorsque l'on a l'occasion d'apprécier la fascination qu'ils exercent. Ils semblent jeter un sort. ».

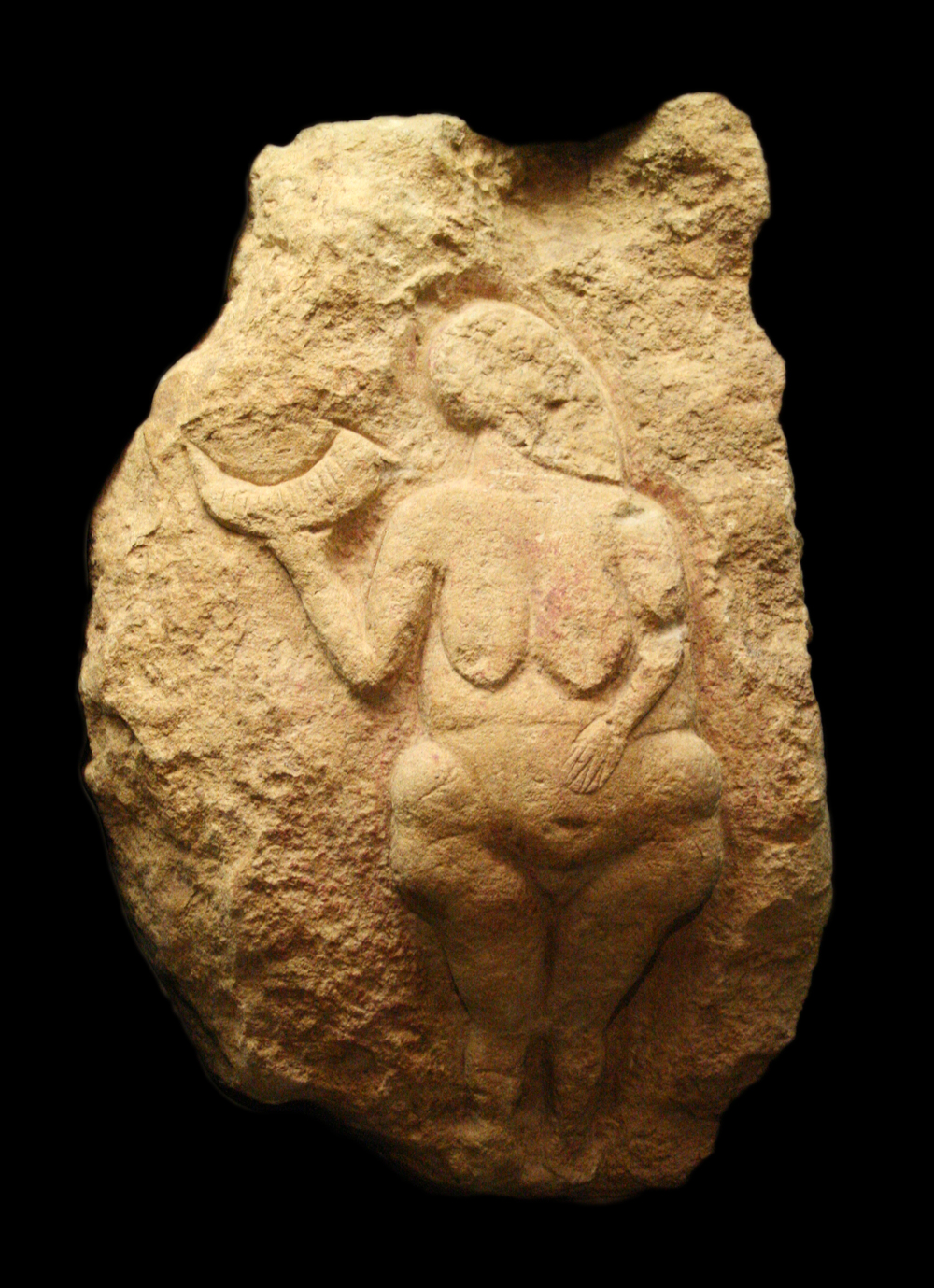
À travers la figure de la Vénus préhistorique, l'archétype de la Grande Mère est sûrement l'un des premiers à être représenté par l'homme.

Jung cite ainsi, comme archétypes récurrents dans ses recherches :
- le Soi ou « archétype de la Totalité » ;
- le Soleil comme « imago-Dei » ;
- l'Enfant-divin, le Fripon divin ou trickster, sorte de génie malicieux ;
- la Grande Mère ;
- l'Ombre (la part inconnue de nous-mêmes) ;
- l'Anima (la part féminine de l'homme) et l'Animus (la part masculine de la femme) ;
- l'Arbre de Vie ;
- l'Androgyne (représentant la conjonction d'opposés) ;
- l'archétype de l'Inceste et du complexe d'Œdipe[67] entre autres.

Chacun est lui-même décliné, selon les époques, cultures et mentalités, suivant d'innombrables variantes et symboles appelés motifs. Ainsi, les archétypes de l’enfant divin, de la naissance, du couple divin, du vieux sage, de l’unité, de l’arbre, de la croix, de la Pierre philosophale par exemple renvoient tous à des images archétypiques plus fondamentale. La Grande Mère peut ainsi être représenté par la sorcière ou la marâtre dans l'Antiquité, par la fée au Moyen Âge, la muse, Gaïa dans le New Age etc. L'anima est souvent chez l'homme protéiforme, sa manifestation dépendant de l'état psycho-affectif du sujet : femme-enfant, mère, femme fatale, inspiratrice, sorcière, femme sauvage etc. font de l'archétype un concept kaléidoscopique, que seule la méthode des amplifications de Jung permet d'en repérer la structure universelle. Par exemple, l'archétype de la femme en l'homme, l'anima, qui représente la fonction de régulation avec l'inconscient chez l'homme, peut se décliner en quatre niveaux de représentations, caractéristiques d'un état psycho-affectif :
1. femme primitive par exemple Ève, les vénus, mais aussi les sirènes, ou les femmes fatales ;
2. femme d'action par exemple Jeanne d'Arc, Diane la chasseresse, les amazones etc. ;
3. femme de la sublimation comme la Sainte Vierge des chrétiens, Kâlî chez les hindous, Isis ou la Démeter des Grecs ;
4. femme sage telles la déesse mère, la Sophia des gnostiques, les initiatrices et les muses.

Jung pense également que tous les systèmes de pensée mais aussi les découvertes scientifiques sont sous l'influence des tendances archétypiques. Ainsi, dans Psychologie de l'inconscient, Jung prend l'exemple du médecin Julius Robert von Mayer, qui au XIXe siècle formule la loi de la conservation de l'énergie qui selon lui en a eu l'intuition grâce à une vision archétypique. Jung cite par ailleurs les visions de grands scientifiques, à l'origine de découvertes révolutionnaires, comme Friedrich August Kekulé pour la formule chimique du benzène, Dmitri Mendeleïev pour le tableau périodique des éléments ou encore Wolfgang Pauli pour la structure atomique.

### Principaux archétypes

#### L'archétype de la totalité: le Soi

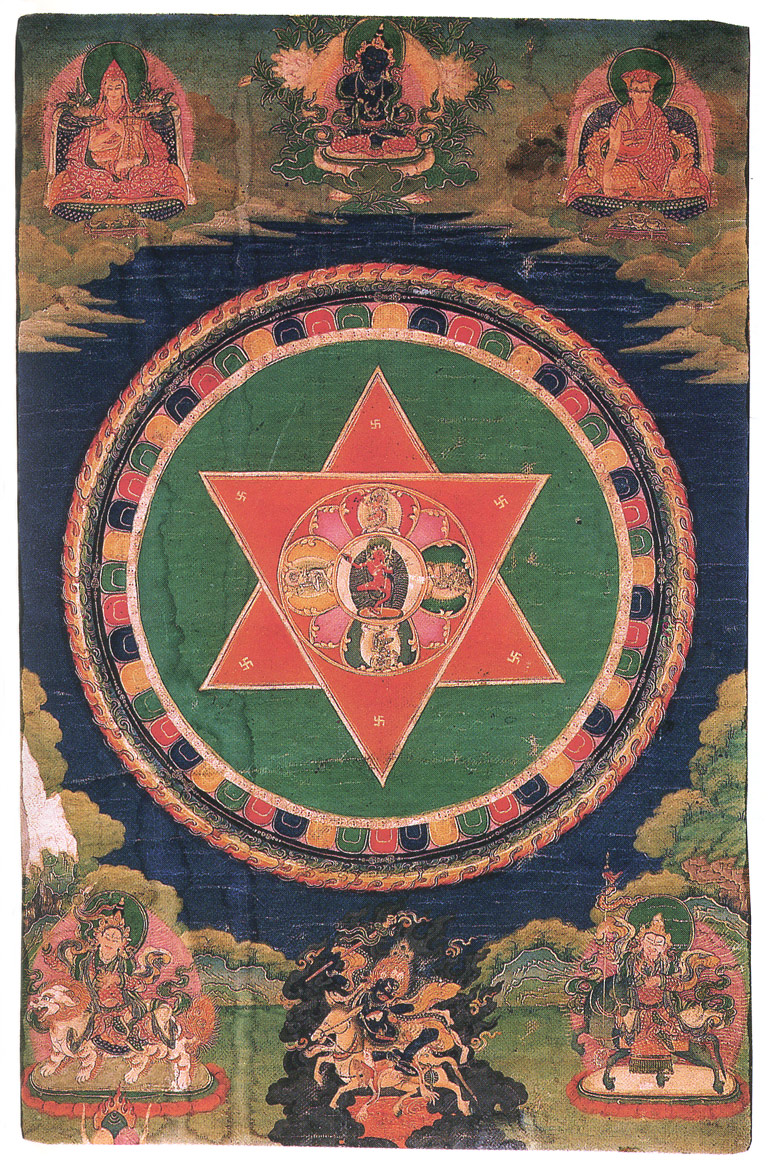
Le mandala : représentation de l'archétype du Soi.

Parmi les archétypes que le travail de Jung a pu mettre en lumière, à travers l'étude des images alchimiques ou oniriques, entre autres, il est un archétype central : le Soi. En se confrontant au Soi, à travers les symboles spontanés qui l’expriment (les contenus inconscients), le Moi en fait une expérience intime et tragique, car il représente une « défaite de l’ego ». Jung le définit comme un concept-limite, un espace virtuel endopsychique : « Ce qui semblait auparavant être moi est recueilli dans quelque chose de plus vaste qui me dépasse et me domine de toutes parts. ».
Le Soi forme l'archétype de la totalité pour Jung c'est-à-dire la dynamique qui pousse tout homme à s'accomplir et à devenir davantage lui-même, en intégrant tous les processus psychiques : anima, ombre, persona, et en dialoguant avec l'inconscient. Le Soi réunit les opposés, source de conflits intérieurs et que les rêves tentent de compenser. Il s'agit d'un « véritable axe de croissance » du psychisme, le point d'appui vers l'individuation, un autre concept jungien central dans sa psychologie.

#### Mercure, l'archétype de l'inconscient
L'inconscient étant une donnée fondamentale dans la représentation humaine, comme matrice de toutes les images et inspirations à l'origine de l'humanité, il est particulièrement figuré. Depuis l'Antiquité, Jung voit dans le dieu Mercure (Hermès chez les grecs) l'image analogique de l'inconscient personnel. Fondé sur la trinité (Hermès Trismégiste signifie « trois fois grands » en grec ancien) « il représente cette substance psychique mystérieuse que nous désignons aujourd'hui du nom de psyché inconsciente » explique Jung. Chaque état de ce dernier est figuré par Mercure suivant des variantes, emprunté aux allégories de l'alchimie : « J'en mentionnerai seulement quelques-unes : le roi est en danger de se noyer dans la mer, ou bien il en est prisonnier ; le soleil se noie dans la fontaine mercurielle ; le roi transpire dans la maison de verre ; le lion vert engloutit le soleil, Gabricus disparaît dans le corps de sa sœur Beya et s'y dissout en atomes, etc. ». Esprit chtonien, mais aussi ailé, volatif et immuable, Mercure représente deux contraires personnifiés sous les traits du dieu des voleurs et du dieu des secrets, comme son pendant égyptien, Thot.

Hermès, archétype de l'inconscient. Son caducée représente l'énergie du conscient et celle de l'inconscient s'entrecroisant, à la source de tout remède (le pharmakon).

#### Anima et animus
Au cours de ses recherches, Jung remarque qu'« il est typique (...) que les influences qu'exerce l'inconscient sur le conscient ont toujours les caractères du sexe opposé ». Ainsi, l'homme possède dans sa psyché une figure féminine, l'anima alors que la femme a elle une figure de l'homme, l'animus, personnifiant tous deux pour chaque sexe l'inconscient, il s'agit davantage de « fonctions de relation ». Ces deux archétypes sont les plus représentés dans les cultures et religions de toutes les époques, à travers, par exemple, les figures de la Kundry de la légende de Parsifal, Tristan et Iseult, Guenièvre et la Dame du Lac dans la légende du Graal, Andromède dans le mythe de Persée, Béatrice chez Dante, Marguerite dans le Faust de Goethe etc. La spécificité de ces deux archétypes est qu'ils sont projetés sur des êtres du monde extérieur, leur opposition se retrouve même selon Jung dans l'antagonisme entre la nature et l'esprit formant la base de tous les systèmes de pensée.

#### Ombre et Persona
Deux autres archétypes personnels sont particulièrement figurés, l'ombre et la lumière. L'« Ombre » figure l'inconscient personnel, à travers les motifs du double et de l'alter ego, somme des aspects de la personnalité refoulés ou ignorés, que l'éducation et la société ont refusé de mettre en valeur. Selon Charles Baudouin, l'ombre est l'un des archétypes les plus accessibles à l'investigation, car directement en lien avec le caractère. Représentant souvent le mal dans les cultures l'ombre est cependant la source d'un renouvellement de la personnalité, par la « confrontation avec l'ombre », première phase de la thérapie jungienne. En effet, ce que l'on nomme les défauts tirent bien souvent leur origine de la nature de l'ombre qui est constituée des complexes inconscients. Comme le remarque Charles Baudouin « la création littéraire a maintes fois rencontrée cette figure du double ou de l'ombre : les exemples de Peter Schlemihl de Adelbert von Chamisso, du Loup des steppes d'Hermann Hesse, de la Femme sans ombre de Hugo von Hofmannsthal », étudiés notamment par le psychanalyste freudien Otto Rank.
La « persona » (du grec ancien désignant le « masque du comédien ») est quant à lui l'archétype de la « façade sociale », plus précisément il s'agit d'un compromis entre l'individu et la société. De la persona proviennent le besoin d'obéissance sociale, le mimétisme social ou encore la soumission aux normes, parfois préjudiciables pour le développement de l'individu.

### Caractéristiques de l'archétype

#### Le numineux
L'archétype mobilise tant d'énergie psychique (la « libido » chez Jung) qu'il exerce, comme les planètes dans l'espace gravitationnel compare Jung, une force d'attraction qui peut influencer de manière durable le Moi. Tout archétype porte en lui, à travers son symbole, une charge émotionnelle qui peut dépasser et submerger la conscience provoquant des délires visionnaires ou des psychoses. Selon Jung ces personnalités sous influence caractérisent la spiritualité mystique, la folie dont les auteurs racontent tous avoir eu à se confronter à une force supérieure : « L'expérience archétypique est une expérience intense et bouleversante. Il nous est facile de parler aussi tranquillement des archétypes, mais se trouver réellement confronté à eux est une tout autre affaire. La différence est la même qu'entre le fait de parler d'un lion et celui de devoir l'affronter. Affronter un lion constitue une expérience intense et effrayante, qui peut marquer durablement la personnalité. ».

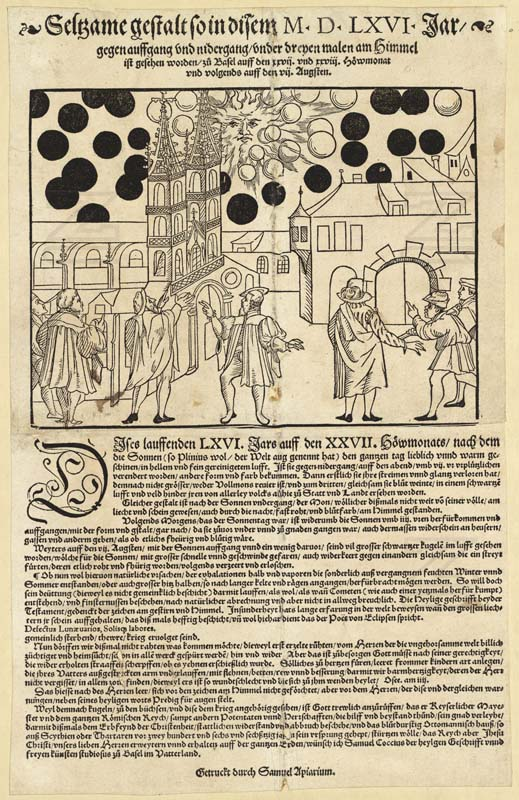
Un archétype peut se projeter. Jung voit par exemple dans le phénomène moderne des soucoupes volantes une projection collective de l'archétype du Soi et un besoin de salut.

Cette puissance, caractéristique de l'archétype, que Jung nomme le « numen » teinte chaque apparition d'archétype dans sa forme la plus émotionnelle, c'est d'ailleurs ce qui différencie selon Jung un « symbole » (un affect et sa représentation, sachant que celle-ci est toujours faite de deux opposés, que seul le symbole peut faire coexister en une même image) et un « signe », création humaine vide de sens spirituel. Le numen se retrouve dans toutes les manifestations de l'inconscient : dans les rêves en premier lieu, où il indique des contenus oniriques d'importance, dans les visions et délires, les dessins, les mandalas, ou encore les mythes. Le symbole radiaire (qui irradie) de l'archétype de l'Esprit est ainsi particulièrement explicatif. Le feu qui l'accompagne souvent représente la force émotionnelle dégagée par le symbole.
Cette numinosité est telle qu'elle peut, dans le cas où le conscient est faible, envahir le champ du Moi. Pour Jung la psychose, contrairement à Freud, est marquée par « l'inconscient collectif [qui] inonde la conscience et l'emplit de ses archétypes ». Une psychose collective peut aussi exister : elle envahit alors tout un peuple, qui, placé sous la fascination d'un archétype, se laisse guider ; Jung lie cela aux événements ayant conduit à l'avènement d'Hitler ou de dictateurs possédés par leurs propres cultes. Pour lui, le XXe siècle se caractérise d'ailleurs par la force du numen dont l'« intensité énergétique est telle qu'ils peuvent entraîner des phénomènes de fascination et de possession », comme le montre le phénomène des OVNIs.

#### Des unificateurs d'opposés
Chez Jung, le symbole est une réunion imagée d'opposés, inconciliables pour l'esprit ou en intellect, caractérisé par une charge affective. Le symbole formule donc un paradoxe vivant. Tous les archétypes sont ainsi des conjonctions d'opposés ; de là ils tirent leurs pouvoirs de fascination sur le conscient, ainsi que leurs forces civilisatrices structurantes en permettant d'unir des données qui autrement envahirait la conscience. L'archétype de l'inceste (ou hiérosgamos incestueux) étudié par l'anthropologue John Layard (proche de Jung) constitue ainsi « un archétype qui unifiait de la façon la plus heureuse l'opposition entre l'endogamie et l'exogamie, puisque, s'il s'interdisait le mariage frère-sœur, il instituait en revanche le cross-cousin marriage ». La fusion de l'anima avec le conscient pour l'homme, ou de l'animus avec le conscient de la femme, motif central du hiérosgamos, renvoie ainsi à une collection d'opposés réunis et transversaux à toutes les cultures et matérialisés par exemple par l'alternance du Yin et du Yang dans la spiritualité chinoise, du passif et de l'actif, du chaud et du froid dans la philosophie grecque antique, du volatile et matériel dans l'alchimie, etc. L'archétype du Soi est ainsi également une fusion de contraires, à savoir qu'il réunit le conscient et l'inconscient, la lumière et l'ombre, l'action et la passivité.
Cette recherche de la neutralisation des potentiels de contraires forme ainsi le sens de la psychologie analytique, à travers le concept d'individuation : l'individu doit, par la confrontation dialectique de son conscient avec l'inconscient, puis par intégrations successives des archétypes, reconnaître les opposés qui le forment.

#### Une «préforme vide»
D’une manière générale, la psychologie analytique explique que l'archétype est en somme : « un élément vide, formel, qui n'est rien que facultas praeformandi », « une faculté préformée » explique Jung. Jung entend par là que l'archétype est inhérent à la structure neuronale, qu'il est peut-être même inscrit dans les gènes et que, en cela, il détermine même la libido. En effet, l’archétype ne peut être représenté, seules ses manifestations et projections le peuvent. Il ne peut qu’organiser les comportements et processus psychiques dans le sens de son programme instinctuel, mais non se représenter a priori. Par exemple le motif de la femme sauvage (ou anima primitive de l'homme) figure l'un des aspects symboliques de l'archétype de l'anima. Les cultures n'ont eu de cesse de représenter les archétypes sous des formes anthropomorphiques ou symboliques, à travers les mythes surtout : « On doit toujours garder à la conscience que ce que nous voulons signifier par « archétype » est non représentable en soi, mais a des effets qui permettent des illustrations, lesquelles sont les représentations archétypiques. ». La confusion est courante, l'image archétypale est alors projetée sur un objet au moyen d'un mécanisme psychique que Jung nomme, reprenant le mot de Lucien Lévy-Bruhl, la « participation mystique ».

### L'archétype dans la thérapie d'inspiration jungienne

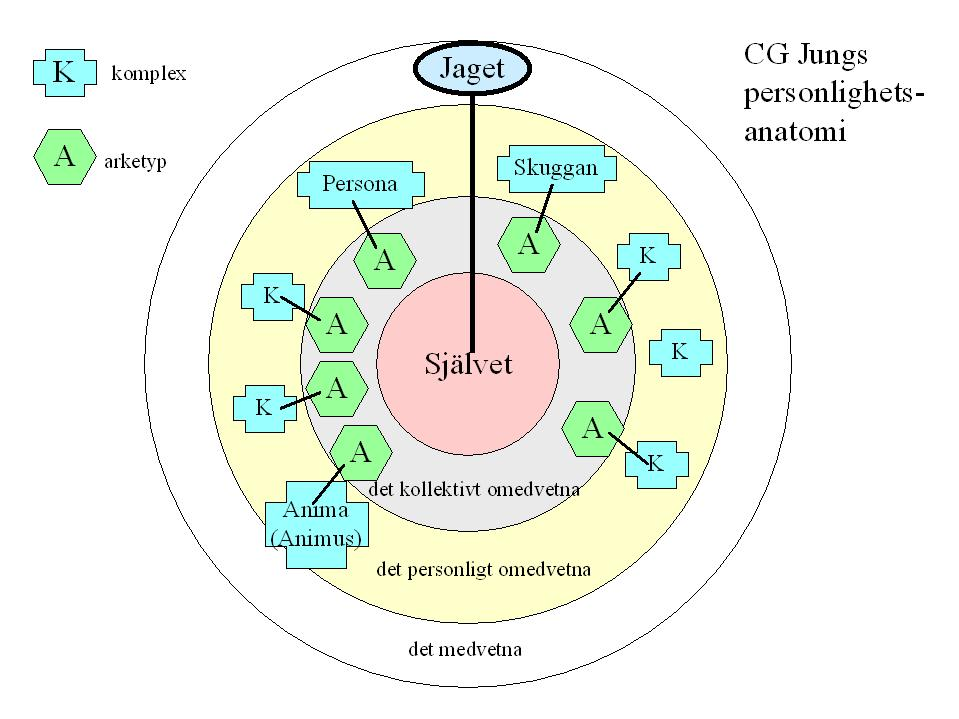
Dans la psyché, les archétypes contaminent des complexes psychiques et, par là, influencent le conscient. ⇒ Agrandir pour visionner la légende de l'image en suédois.

La thérapie analytique jungienne, à distinguer de celle de Freud se fonde sur la totalité de l'être, en cela elle doit permettre de mettre à jour ce que Jung nomme le « mythe personnel ». L'analysé est en effet sensible à certains archétypes, qui se manifestent à la conscience lors d'événements traumatiques ou à la suite d'un impérieux besoin de transformation comme l'explique Henri F. Ellenberger : « ils [les archétypes] sont susceptibles de se manifester lors de circonstances critiques, soit à la suite d'un événement extérieur, soit du fait de quelque modification intérieure », selon son vécu et sa constitution psychique, et l'analyse doit permettre de lui faire prendre conscience de cette nature profonde, dans toute sa réalité. Pour Jung et ses continuateurs, les archétypes sont vivants au sein de l'âme psychique, ils sont par ailleurs la clé du développement de l'individu : « Ceux qui ne se rendent pas compte de la tonalité affective particulière de l'archétype ne se retrouveront qu'avec un amas de concepts mythologiques, que l'on peut sans doute assembler de façon à montrer que tout a un sens, mais aussi que rien n'en a. Les cadavres sont tous chimiquement identiques, mais les individus vivants ne le sont pas. Les archétypes ne se mettent à vivre que lorsqu'on s'efforce patiemment de découvrir pourquoi et comment ils ont un sens pour tel individu vivant. ».
Avant de les intégrer à la psyché, par un travail de la conscience, l'analyse doit effectuer le « retrait des projections », afin de repolariser l'énergie psychique non au-dehors de l'individu mais en lui-même. La projection des archétypes personnels (anima, animus, ombre, persona) se fait sur l'analyste dans un premier temps, par la méthode de l'imagination active et l'étude des rêves, afin de permettre à la conscience de prendre du recul. La notion psychanalytique de transfert est alors centrale dans la thérapie ; au contraire de Freud, Jung considère que le transfert, qui est une communication d'inconscient à inconscient entre l'analysé et l'analyste, est normal et même nécessaire car il permet une prise de conscience.

## Prolongements du concept après Carl Gustav Jung

### Archétypes et littérature: la mythanalyse et la mythocritique
La recherche en littérature et histoire des idées, sous l'influence de la mythanalyse de Gilbert Durand et de Pierre Solié (chercheur jungien par ailleurs) intègre les archétypes jungiens. Des universitaires comme Albert Béguin dans L'âme romantique et le rêve, Georges Poulet, Gaston Bachelard également, vont explorer les variations archétypales dans les productions esthétiques écrites. Dans son article : Les archétypes littéraires et la théorie des archétypes de Jung E. M Meletinskij tente de montrer la fécondité d'un rapprochement de la psychologie analytique avec les catégories littéraires, manifestations psychiques similaires à celles du rêve ou du mythe. La mythanalyse, féconde en littérature et ethnologie, d'inspiration structuraliste, se fonde en grande partie sur les archétypes jungiens, tout en refusant la dimension psychologique de ceux-ci, s'attachant davantage au réseau de relations littéraires qu'ils entretiennent (isotopie) et à leurs influences sur la culture. L'un des fondateurs de ce courant, Pierre Solié, affilié à la psychologie analytique, poursuit le travail descriptif de Jung. À travers son ouvrage La Femme essentielle. Mythanalyse de la Grande Mère et de ses fils-amants il développe le vaste ensemble de motifs tissés autour de l'archétype de la Grande Mère, stade ultime de maturité affective de l'anima.

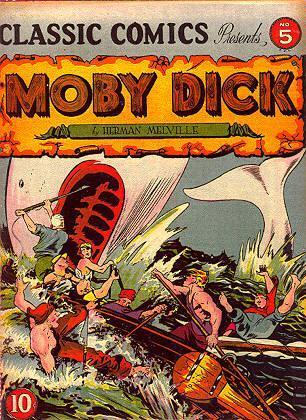
L'imaginaire littéraire utilise de nombreux archétypes. Ici un comic basé sur Moby Dick d'Herman Melville.

La mythocritique se propose de lire les textes littéraires comme des productions proches du mythe ancestral. Gilbert Durand, qui a participé à sa promotion, explique ainsi que « Le mythe serait en quelque sorte le modèle matriciel de tout récit, structuré par des schémas et archétypes fondamentaux de la psyché du sapiens sapiens, la nôtre ». Durand, dans Les Structures anthropologiques de l'imaginaire, distingue deux régimes d'archétypes, il oppose en effet successivement les régimes « diurnes » et « nocturnes » de l’imaginaire. Proche de la mythanalyse, la mythocritique réunit des spécialistes du champ littéraire tels Stanislaw Jasionowicz, André Siganos, Jean-Jacques Wunenburger, Laurent Mattiussi, Claude-Gilbert Dubois, ou Jean-Pierre Giraud.

### Marketing et archétypes
Le management a employé la théorie jungienne des types psychologiques à des fins de catégorisation de profil dans un environnement de travail (avec le test du MBTI) mais, plus récemment, un marketing fondé sur les archétypes cherche par ailleurs à mettre en place des stratégies commerciales uniformisées à travers le monde, partant du postulat que les archétypes sont partout les mêmes. Georges M. Hénault, professeur à l'École de Gestion de l'Université d’Ottawa, a ainsi réalisé une étude analysant le rapprochement de la psychologie analytique avec le marketing dans « Les archétypes jungiens mythes ou Saint Graal du marketing international ? ». Il y montre notamment la permanence des figures de héros dans la culture moderne, influençant le comportement du consommateur, quel que soit le pays (avec des variantes néanmoins dans leurs présentations). D'autres auteurs ont ainsi exploré cette voie. Paul Pellemans, avec sa notion de marketing « psychoscopique » par exemple ou encore K. Wertime qui y voit « le véritable ADN des communications ». Margaret Mark et Carol S. Pearson dressent eux une typologie de douze archétypes allant de l'Amant/Sirène au Héros et au Hors-la-loi. De ces recherches est ainsi née l'« archétypologie », une méthode marketing qui consiste à explorer, par le biais de la découverte des archétypes dans les marques, l'imaginaire d'un échantillon de consommateurs, afin de cerner les représentations d'une communauté ou d'une culture. Le test d'association implicite ou « T. A. I » en est ainsi dérivé : il permet de prédire le comportement des consommateurs et testés, par la compréhension de ses fondamentaux imaginaires, délivrés notamment par les métaphores du langage.

### Neurobiologie et neuropsychiatrie
« La découverte récente de schèmes humains innés en neuropsychiatrie et en sociobiologie contribue aussi à valider l'hypothèse des archétypes. » explique Murray Stein, spécialiste de l'histoire de la psychologie analytique. En effet plusieurs études ont apporté des arguments en faveur d'une localisation cérébrale des représentations. Les tests des professeurs Horace Magoun et Giuseppe Moruzzi sur la formation réticulée mésencéphalique et sur le sommeil sont ainsi citées par Jung comme preuve que stimuler le tronc cérébral produit des images archétypiques et allégoriques, proches de celles survenant dans les rêves lors du sommeil paradoxal. Jung évoque cette expérience, tendant pour lui à prouver la matérialité neuronale de ses archétypes, en montrant que, comme il l'a pressenti, ils sont localisés dans le tronc cérébral, siège des instincts. Cependant, aucune étude ultérieure ne confirme la pertinence de ce rapprochement hâtif. Les processus généraux de fonctionnement des rituels ou du chamanisme ont en outre été étudiés en neurobiologie, tendant à montrer la présence de conditionnements de représentation inconscients.
La question scientifique de l'archétype est la question de sa localisation au sein des hémisphères cérébraux. Ainsi, une théorie proche mais ne se reconnaissant pas dans celle de Jung postule l'existence de structures de représentations ayant évolué. Pour le psychologue américain Julian Jaynes en effet, dans  La Naissance de la Conscience dans l’effondrement de l’esprit, le conscient a été par le passé influencé par des ordres venant de l'hémisphère droit du cerveau. Ces ordres ont été assimilés à ceux des dieux : « Les structures aptiques sont le fondement neurologique des aptitudes composées d'un paradigme aptiques développé de façon innée (...) Ce sont des organisations du cerveau, toujours en partie innées, qui font que l'organisme est enclin à se comporter d'une certaine manière, dans certaines circonstances. ». Ces structures fondent l'action et ne s'élaborent sur rien de comparable à des concepts, ce sont des données empiriques très proches des archétypes jungiens.
Le docteur en médecine américain, jungien, Anthony Stevens, dans son étude Archetype: a natural history of the self pense lui que les deux hémisphères sont impliqués, mais que, en raison des millions de neurones en jeu dans la constitution du substrat archétypique, on ne peut les localiser précisément. Un autre psychologue jungien, Ernest Lawrence Rossi pense lui que l'hémisphère droit seul génère les archétypes, puisqu'ils se présentent sous la forme d'images.